# St. Johnstone Football Club
El St. Johnstone Football Club es un equipo de fútbol profesional de Escocia, situado en la localidad de Perth. Fue fundado en 1884, y actualmente está en la Scottish Championship, la segunda categoría del fútbol escocés.
Debe su nombre a que, en la Edad Media, la ciudad de Perth era conocida como St John's Toun («Pueblo de San Juan»), ya que la iglesia de la localidad estaba dedicada a San Juan Bautista. El Agnus Dei, el símbolo asociado con el santo, forma parte del escudo del club.

## Historia
El equipo de fútbol St. Johnstone se funda en 1884, a partir de varios miembros del equipo de cricket de Perth que querían realizar otro deporte cuando la temporada de cricket concluía. Poco después se convirtió en el principal club local. Durante su historia el St. Johnstone tuvo poco éxito en las competiciones nacionales, aunque en 1969 consiguió llegar a la final de la Copa de Escocia para caer ante el Celtic Glasgow.
Su mejor temporada la realizaron en 1970-71, cuando St. Johnstone terminó en tercera posición solo por detrás de Celtic y Aberdeen. Esto les permitió jugar por primera vez la Copa de la UEFA en 1971, y en esa edición eliminaron a Hamburgo SV y Vasas Budapest para terminar cayendo ante el NK Zeljeznicar. El equipo jugó en Primera hasta la temporada de 1975, cuando se reestructuró el campeonato y el equipo de Perth fue relegado a la First Division.
Regresó a la máxima competición en 1983, aunque solo estuvo una temporada y después descendió en dos ocasiones consecutivas hasta caer a la Second Division en 1986. Esto provocó una crisis económica en la institución, que terminó con el abandono del propietario. Pero el traslado al nuevo estadio de McDiarmid Park fue un revulsivo para el St. Johnstone, que terminó por ascender a la Premier League en 1990. Aunque en liga no realizaban grandes papeles, sus máximas intervenciones las realizaban en las competiciones de Copa de Escocia y Copa de la Liga, llegando a la final de esta última competición en 1998-99 que perdió ante Glasgow Rangers.

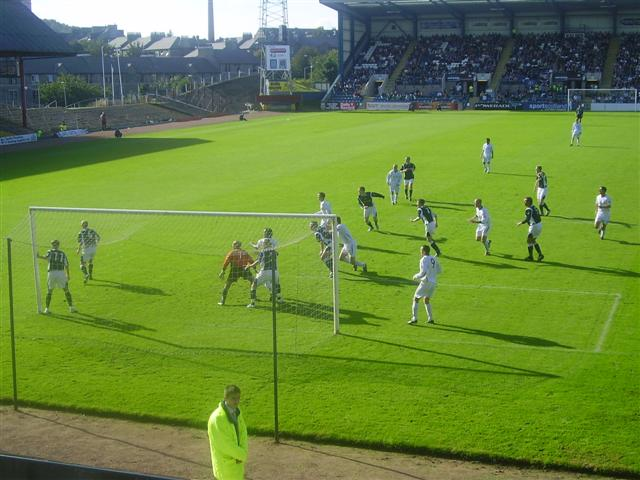
El St. Johnstone ante sus rivales locales del Dundee en el Dens Park durante la temporada 2006–07.

Tradicionalmente St. Johnstone está considerado un equipo ascensor que suele descender a Primera División y ascender a la Premier con frecuencia. Su última participación en Premier fue en la temporada 2003-04, y tras cinco años en la segunda categoría regresó a la máxima competición en la temporada 2009-10.

## Estadio
St. Johnstone juega sus partidos como local en McDiarmid Park, un campo situado a las afueras de Perth. Es un campo con capacidad para 10.800 personas, que fue inaugurado en el año 1989. Posee todas sus gradas cubiertas, tiene hierba natural, y es el primer estadio de Escocia que tenía todas sus localidades de asiento.
Debe su nombre a Bruce McDiarmid, un granjero local que cedió sus terrenos como regalo a la ciudad.

## Entrenadores
- Peter Grant (1919–20)
- Jimmy Buchan (1920–22)
- David Taylor (1924–31)
- Tommy Muirhead (1931–36)
- David Rutherford (1936–47)
- Jimmy Crapnell (1947–53)
- Johnny Pattillo (1953–58)
- Bobby Brown (1958–67)
- Willie Ormond (1967–73)
- Jackie Stewart (1973–76)
- Jim Storrie (1976–78)
- Alex Stuart (1978–80)
- Alex Rennie (1980–85)
- Ian Gibson (1985–87)
- Alex Totten (1987–92)
- John McClelland (1992–93)
- Paul Sturrock (agosto de 1993–septiembre de 1998)
- Sandy Clark (septiembre de 1998–septiembre de 2001)
- Billy Stark (abril de 2001)
- John Connolly (mayo de 2004)
- Owen Coyle (abril de 2005–noviembre de 2007)
- Derek McInnes (noviembre de 2007–octubre de 2011)
- Alec Cleland (interino) (octubre de 2011–3 de noviembre de 2011)
- Steve Lomas (noviembre de 2011–junio de 2013)
- Tommy Wright (junio de 2013-)

## Palmarés

### Torneos nacionales
- Copa de Escocia (2): 2013-14, 2020-21
- Copa de la Liga de Escocia (1): 2020-21
- Segunda División de Escocia (7): 1923-24, 1959-60, 1962-63, 1982-83, 1989-90, 1996-97, 2008-09
- Scottish Challenge Cup (1): 2007-08

## Participación en competiciones de la UEFA
| Temporada | Torneo                        | Ronda            | Club           | Casa       | Visita | Global       |
| --------- | ----------------------------- | ---------------- | -------------- | ---------- | ------ | ------------ |
| 1971–72   | UEFA Cup                      | 1                | Hamburgo       | 3–0        | 1–2    | 4–2          |
| 1971–72   | UEFA Cup                      | 2                | Vasas          | 2–0        | 0–1    | 2–1          |
| 1971–72   | UEFA Cup                      | 3                | Željezničar    | 1–0        | 1–5    | 2–5          |
| 1999–2000 | UEFA Cup                      | 1                | VPS            | 2–0        | 1–1    | 3–1          |
| 1999–2000 | UEFA Cup                      | 2                | AS Monaco      | 3–3        | 0–3    | 3–6          |
| 2012–13   | UEFA Europa League            | Clasificatoria 2 | Eskişehirspor  | 1–1        | 0–2    | 1–3          |
| 2013–14   | UEFA Europa League            | Clasificatoria 2 | Rosenborg      | 1–1        | 1–0    | 2–1          |
| 2013–14   | UEFA Europa League            | Clasificatoria 3 | FC Minsk       | 0–1 (t.e.) | 1–0    | 1–1 (2–3 p.) |
| 2014–15   | UEFA Europa League            | Clasificatoria 2 | FC Luzern      | 1–1 (aet)  | 1–1    | 2–2 (5–4 p.) |
| 2014–15   | UEFA Europa League            | Clasificatoria 3 | Spartak Trnava | 1–2        | 1–1    | 2–3          |
| 2015–16   | UEFA Europa League            | Clasificatoria 1 | Alashkert      | 2–1        | 0–1    | 2–2(a)       |
| 2017–18   | UEFA Europa League            | Clasificatoria 1 | Trakai         | 1–2        | 0–1    | 1–3          |
| 2021–22   | UEFA Europa League            | Clasificatoria 3 | Galatasaray    | 2–4        | 1–1    | 3–5          |
| 2021–22   | UEFA Europa Conference League | Play-off         | LASK           | 0–2        | 1–1    | 1–3          |